# Música de Star Trek
La música de Star Trek son todas las composiciones orquestales, incidentales y de acompañamiento para las diferentes series de televisión del universo Star Trek de Gene Roddenberry, propiedad del estudio Paramount, así como para su serie de películas, serie animada e incluso videojuegos.
La serie televisiva original Star Trek de 1966 tuvo un emblemático tema musical, cuya introducción fue retomada después para la segunda serie de 1987, mientras el tema principal compuesto por Jerry Goldsmith para la primera película de 1979 lograría convertirse en reconocible y asociable de toda la saga. Posteriormente, la serie de películas y las televisivas han contado con la participación de numerosos músicos quienes han aportado nuevos temas, aunque el de Goldsmith ha sido hasta ahora el punto de referencia.

## Star Trek: la serie original
Para la serie original, que se emitió de 1966 a 1969, el tema principal fue compuesto por el músico Alexander Courage, el cual fue conocido con el nombre Where No Man Has Gone Before (Dónde nadie ha llegado jamás). Este consiste primero de una romántica introducción a modo de fanfarria, seguido de una segunda parte más rítmica en la misma notación musical con acompañamiento vocal que prestó la soprano Loulie Jean Norman.
Asimismo, el compositor se encargó de la música incidental para algunos capítulos pero además de él participaron otros siete músicos, George Duning, Jerry Fielding, Gerald Fried, Sol Kaplan, Samuel Matlovsky, Joseph Mullendore y Fred Steiner, este último quien hizo la adaptación del tema principal para el cierre de créditos y el que musicalizó más capítulos. Debido a los costos de producción del programa muchas de estas partituras de acompañamiento se reutilizaron en más de un capítulo.
Sobre el tema principal existe una anécdota curiosa, y es que Gene Roddenberry le escribió letra sin que Courage se enterara. Courage comentó tiempo después que la conducta del productor no había sido ética, sin embargo esa letra jamás se utilizó.

### Star Trek: La serie animada
Para la serie animada de Star Trek, producida por el estudio Filmation durante 1973- 74, el músico Ray Ellis junto con el productor de la serie Norm Prescott compusieron un nuevo tema, aunque ambos bajo los seudónimos Yvette Blaise y Jeff Michael respectivamente.
Ellis se dedicó durante mucho tiempo a musicalizar las series producidas por Filmation, mientras el productor Norm Prescott tomó el nombre de sus hijos para crear su seudónimo, y también se encargaron de la música de acompañamiento de la serie.

## Star Trek: The Motion Picture
Para la primera película de cine en 1979, Roddenberry y demás productores optaron por el reconocido compositor Jerry Goldsmith, músico de larga y prolífica trayectoria amigo de Courage para hacer la partitura del filme.
El propio Alexander Courage hizo un arreglo a su clásico tema para la serie, el cual fue utilizado por Goldsmith en escenas clave del filme, e incluso Fred Steiner también aportó de nuevo algunas notas sobre la partitura de Goldsmith. Más importante aún, a Goldsmith se le encargó crear un tema central totalmente nuevo para la película, y según se sabe su propuesta inicial no fue bien recibida por el director Robert Wise ni por Roddenberry, sin embargo el compositor aceptó recomponer su tema principal.
El resultado fue un verdadero anatema, el cual se convertiría en el que algunos consideran una de las mejores composiciones de Goldsmith para cine en toda su carrera, basado éste en la audacia y la fantasía que transmiten el concepto. El tema de los Klingon del músico también sería bien recibido y reutilizado con posterioridad incluso en la serie televisiva de La Nueva Generación.
La mayor parte de la orquestación fue conducida por Lionel Newman, y una de sus curiosidades es que ha sido de las pocas composiciones para cine en poseer una obertura, haciendo Goldsmith con ello hincapié en como el filme puede ser visto de dos maneras, como obra cinematográfica y como un gran concierto en varios movimientos. La música de Goldsmith para Star Trek incluso sería nominada como Mejor banda sonora original para los premios de la Academia; los populares Premios Óscar.
Columbia Records lanzó en 1979 la banda sonora de la película junto con el debut cinematográfico y fue una de las partituras más vendidas de Jerry Goldsmith.

## Star Trek II: La ira de Khan
Para la segunda película de la saga en 1982, el nuevo compositor asignado fue el aún desconocido James Horner, que apenas comenzaba su trayectoria en las grandes producciones de Hollywood.
La composición de Horner sería también destacada, aunque no tanto como la de Goldsmith, recibiendo elogios por el uso de las, novedosas para esa época, tecnologías en música sintética al tiempo que incorporaba una música más tradicional.

## Star Trek III: En busca de Spock
Para la tercera película de la sags en 1984, Horner volvió a la composición siguiendo la línea sentada en el filme anterior, y afianzando su todavía incipiente carrera en las producciones de los grandes estudios.
El único dato de su estadía en el concepto, fue que Horner tiempo después renegaría de su participación en las películas de Star Trek.

## Star Trek IV. Misión: salvar la Tierra
Para la cuarta entrega de la saga en 1986, que inicialmente pretendía ser la última película, el compositor asignado fue el veterano Leonard Rosenman, quien realizaría un trabajo también muy destacado entre los críticos.
La musicalización de Rosenman fue incluso, como la de la primera película, nominada al premio de la Academia como Mejor banda sonora original.

## Star Trek: The Next Generation
Con el buen recibimiento de las películas, el cual ni siquiera los productores esperaban, la serie televisiva se relanzó en 1987 en forma de una continuación cien años en el futuro de la serie original, protagonizada ahora por la tripulación de la cuarta nave Enterprise, así que como principal se retomó el ya famoso tema compuesto por Jerry Goldsmith para la primera película de 1979.
Como suele suceder la adaptación en realidad la hizo el compositor Dennis McCarthy, músico especializado en trabajos para televisión, quien tuvo la idea de comenzarlo con la fanfarria del clásico tema de Alexander Courage, fundiéndolos en uno solo.
La serie se prolongó más que la original, por siete años, y además de McCarthy en la música incidental participaron otros cinco compositores, Ron Jones, Jay Chattaway, Don Davis y John Debney, estos dos últimos quienes luego despuntarían su carrera en grandes producciones de Hollywood.

## Star Trek V: La última frontera
Al tiempo que se transmitía la serie de La Nueva Generación se hizo la quinta película de la ya saga con la tripulación original en 1989, para la cual Jerry Goldsmith volvió a la composición de la partitura.
El músico reutilizó su tema central durante la película, consiguiendo de nuevo elogios de críticos aunque sin llegar al nivel de la primera película.

## Star Trek VI: Aquel país desconocido
Todavía durante la transmisión de La Nueva Generación se realizó la sexta película en 1991 con la tripulación original, y esta vez se reclutó al compositor Cliff Eidelman quien, como Horner en su momento, comenzaba su carrera en las grandes producciones cinematográficas; el músico apenas contaba con 26 años de edad en ese tiempo.
Eidelman hizo un trabajo que logró algunos elogios, pues su partitura se destacó por su dramatismo y por su inteligentísima utilización del tema clásico "Marte, el que trae la guerra", obertura de "Los planetas" (1916) de Gustav Holst (1874 - 1934).

## Star Trek: Deep Space Nine
Para la serie Espacio Profundo Nueve, que se lanzó al aire en 1993, el propio Dennis McCarthy, el músico ya más relacionado en ese momento con la franquicia, compuso el tema principal, y quizás por ello mismo nunca se encargaría de la música incidental para ninguno de los capítulos, esa labor recayó en cinco nombres distintos durante los siete años que duró la serie, David Bell, Gregory Smith, de nuevo Jay Chattaway y Richard Bellis, así como el canadiense Paul Baillargeon.
El tema de McCarthy aunque minimalista logró imponerse como identificable de la serie, además, ganó el premio Emmy a tema principal de una serie televisiva.

## Star Trek: Generations
En 1994 llegó a su fin la serie de la Nueva Generación, y se concluyó haciendo una nueva película protagonizada esta vez por aquella tripulación, ya sin la numeración de séptima entrega y con el simbólico título Generations (Generaciones), pero debido a múltiples factores imprevistos en lugar de ser una gran puesta en escena se conservó a todo el equipo de producción televisivo para llevarla a cabo, siendo el director David Carson, quien ya había hecho la propio en varios capítulos, y del mismo modo Dennis McCarthy se encargaría de toda la partitura.
La musicalización de McCarthy si bien minimalista, el cual puede considerarse como su estilo personal, siguió el mismo espíritu de la serie, además de utilizar la fanfarria del clásico tema de Courage para la primera aparición del Enterprise B, más como un leitmotiv que como tema genérico.

## Star Trek: Voyager
Para 1995 salió al aire la serie Voyager que retomó la idea más básica de la serie original sobre una nave que debe vagar, accidentalmente, “donde nadie ha llegado antes”, además de que sustituyó a la Nueva Generación, y para ella se encargó de nuevo el tema principal a Jerry Goldsmith, quien incluso ganó un premio Emmy por el mismo como hiciera McCarthy con el de Espacio Profundo Nueve.
La serie se prolongó de nuevo por siete años, a lo largo de los cuales la música incidental corrió a cargo otra vez de Dennis McCarthy, David Bell, Jay Chattaway y Paul Baillargeon.

## Star Trek: First Contact
Al tiempo que había dos series del concepto al aire se realizó en 1996 la séptima película, protagonizada de lleno por la tripulación de la Nueva Generación, con una nueva nave Enterprise y hasta nuevos uniformes, dirigida por uno de los integrantes del reparto, Jonathan Frakes, pero ya con el nivel de producción estándar de Hollywood, y los productores de nuevo encargaron la musicalización a Jerry Goldsmith, quien reutilizó la fanfarria de Courage para el emblema de la casa Paramount, y para el cierre de créditos su tema clásico de la primera película.
La partitura de Goldsmith, como la película, fue en general muy gustado y elogiado, dándoles a los villanos Borg un tema de elementos electrónicos, con lo cual el compositor demostraba su interés en las tendencias más actuales a su edad, su capacidad y su talento, además, como dato anecdótico el compositor recibió la colaboración de su propio hijo, Joel Goldsmith, quien sólo llegó a participar en esa entrega de la saga.

## Star Trek: Insurrection
Para 1998 se llevó a cabo la nueva película de la Nueva Generación, Insurrección, para la cual Jerry Goldsmith compuso nuevamente la partitura, otra vez comenzando con la fanfarria de Courage en el logotipo de la Paramount y cerrando el filme con su anatema, sin embargo la película no obtuvo el favor del público y la partitura del músico se vio algo ensombrecida pese a ser bien recibida por críticos.

## Star Trek: Enterprise
Para el año 2001, habiendo concluido tanto Espacio Profundo Nueve como Voyager, salió al aire la nueva serie, titulada sólo Enterprise, para la cual se optó por ideas novedosas dentro de la saga incluyendo el tema principal, el cual por vez primera dentro de la franquicia fue un tema cantado.
La canción fue compuesta por Diane Warren y se llama “Where My Heart Will Take Me”, y fue interpretada por el tenor inglés Russell Watson, algo por completo atípico para el concepto. El tema, como la propia serie, fue siempre motivo de intenso debate y críticas encontradas entre los aficionados del concepto Star Trek.
Durante los cuatro años que duró la serie participaron en la música incidental David Bell Paul Baillargeon, Jay Chattaway, Velton Ray Bunch y Dennis McCarthy, con la colaboración de Kevin Kiner en diez capítulos, así como Brian Tyler en sólo dos capítulos, siendo así que Dennis McCarthy y Jay Chattaway son los músicos con más larga trayectoria dentro de Star Trek.

## Star Trek: Nemesis
Con la evidente decadencia del concepto, hasta el año 2002 se realizó la siguiente película, y Jerry Goldsmith volvió para hacer la musicalización dándole esta vez un toque muy militar a su partitura, aunque incorporando nuevamente elementos de música electrónica para el villano del filme, de hecho el tema central de la película, el tema de Némesis, resultó algo destacado de la misma, y el resto de la partitura se consideró como algo de lo más logrado en los últimos años del músico junto con su música para la película La Momia de 1999 antes de su fallecimiento el año 2004.
Sin embargo, como la propia película, el resultado fue poco apreciado por el público masivo y pasó más bien desapercibido. En cuanto el uso de su tema para la película original de 1979, éste lo utilizó como leitmotiv de la nave Enterprise E.

## Star Trek
Para la película Star Trek de 2009 dirigida por J.J. Abrams, la música corrió a cargo de Michael Giacchino, quien ya antes había trabajado con el realizador.
Giacchino reutilizó la fanfarria de Alexander Courage en puntos clave del filme si bien ejecutándola de un modo más bien minimalista, aunque optó mayormente por composiciones originales dándole un toque de misterio y dramatismo a la trama, mientras para el cierre de créditos reutilizó después de cuarenta años el tema completo de Courage de la serie original en una versión extendida. El tema de Jerry Goldsmith no fue empleado.

## Star Trek: En la oscuridad
Para la segunda entrega de la renovada Star Trek, Giacchino volvió a la mancuerna con Abrams retomando todos sus temas creados para la primera y reinterpretando el tema clásico de Alenxander Courage con mayor protagonismo.

## Star Trek Beyond
Para la tercera entrega de la nueva época de Star Trek, a cargo del director taiwanés Justin Lin, con producción de Abrams, Giacchino regresó para hacerse cargo de la música, logrando seguir la línea compositiva de las entregas anteriores.

## Star Trek: Discovery
Para la nueva serie Discovery, el compositor asignado fue Jeff Russo, quien se encargó de componer como tema principal una versión larga del tema original de Alexander Courage.

## Star Trek: Picard
Para la siguiente serie del concepto, Star Trek: Picard, Jeff Russo repitió como encargado de la música, quien fue compositor durante las dos primeras temporadas, dejando el puesto a cargo del especialista en videojuegos Stephen Barton, aunque los temas de Russo, y del propio Jerry Goldsmith siguieron siendo los principales.
La incorporación de Barton se debió a su relación previa con el productor encargado Terry Matalas.

## Star Trek: Lower Decks
Para la animación satírica Lower Decks de Star Trek, el compositor asignado es Chris Westlake.

## Star Trek: Prodigy
Para la serie animada Prodigy, el tema principal corrió a cargo de Michal Giacchino, mientras el resto de la música quedó a cargo de la compositora israelí Nami Melumad, quien se convirtió así en la primera mujer en musicalizar Star Trek.

## Star Trek: Strange New Worlds
En la siguiente serie de Star Trek, Russo se hizo cargo de la adaptación del tema original de Alexander Courage, contemporizándolo, mientras la composición del resto de toda la música incidental quedó a cargo nuevamente de Melumad, quien logra así tener a cargo dos series de Star Trek.